# Birabenia vittata
Birabenia vittata là một loài nhện trong họ Lycosidae. Chúng được Cândido Firmino de Mello-Leitão miêu tả năm 1945.